# Betty Garrett
Betty Garrett (23. maj 1919 – 12. februar 2011) var en amerikansk skuespillerinde.